# Хорошая копия плохая копия
«Хорошая копия плохая копия» — документальный фильм 2007 года, посвящённый конфликтам, возникающим в области авторского права в связи с развивающимися технологиями (Интернетом, файлообменниками, электронной музыкой).
Фильм, снятый Андреасом Джонсоном, Ральфом Кристенсеном и Хенриком Мольтке, состоит из интервью с разными людьми (юристами, продюсерами, художниками, провайдерами файлообменников, музыкантами, занимающимися мэшапом), посвящённых их мнению о границах авторского права.

## Описание сюжета
Фильм начинается с интервью с популярным американским диджеем Грегом Гиллисом (известным под псевдонимом Girl Talk), рассказывающим о том, что авторское право для музыкантов, занимающихся мэшапом, становится препятствием для создания оригинальных работ — невозможно оплачивать каждый используемый ими семпл. Музыкант проводит аналогию между оригинальными произведениями, которые они используют, и красками, используемыми художниками.
Далее в фильме участниками и экспертами рассказывается о судебных процессах против создателей семплов, в частности о самом известном процессе — Bridgeport против Dimension Films, который был инициирован из-за трёх секунд оригинальной песни Джорджа Клинтона «Get Off Your Ass and Jam», которые были использованы группой N.W.A. в собственном треке.
Брайен Бёртон (известный под псевдонимом Danger Mouse) рассказывает о своём проекте «Grey album», в котором он соединил «Белый альбом» Битлз и «Чёрный альбом» Jay-Z — альбом, который был залит в интернет и сразу же стал популярным, но музыкант денег за него не получил.
Все вышеупомянутые авторы полагают, что продают совершенно отдельный продукт, требующий не меньше творческих усилий, чем защищённые авторским правом оригиналы, из которых они берут семплы.
Противоположные взгляды на проблему авторского права высказываются в интервью с Дэвидом Гликманом, председателем Американской ассоциации кинокомпаний, рассказывающим о вреде, наносимым интернет-пиратами кинокомпаниям и в интервью с работниками Piratebay, рассказывающими об обыске шведской полицией серверов The Pirate Bay в июне 2006 года.
Лоуренс Лессиг в своём интервью рассказывает о целях и принципах созданной им организации Creative Commons.
Отдельные фрагменты фильма посвящены проблемам авторского права в развивающейся киноиндустрии Нигерии и о возникшем в Бразилии музыкальном направлении technobrega, представляющем собой главным образом микс из композиций 80-х годов, из которых исключаются акустические инструменты — авторы этой популярной музыки пользуются в основном композициями, скачиваемыми из файлообменников.